# Pandora brahminae
Pandora brahminae är en svampart som först beskrevs av S.K. Bose & P.R. Mehta, och fick sitt nu gällande namn av Humber 1989. Pandora brahminae ingår i släktet Pandora och familjen Entomophthoraceae.   Inga underarter finns listade i Catalogue of Life.